# Prix du Gouverneur général : romans et nouvelles de langue anglaise
 (novembre 2017).
Si vous disposez d'ouvrages ou d'articles de référence ou si vous connaissez des sites web de qualité traitant du thème abordé ici, merci de compléter l'article en donnant les références utiles à sa vérifiabilité et en les liant à la section « Notes et références ».
Voici une liste des lauréats des prix littéraires du Gouverneur général dans la catégorie romans et nouvelles de langue anglaise.

## Liste des lauréats
- 1936 - Bertram Richard Brooker, Think of the Earth
- 1937 - Laura G. Salverson, The Dark Weaver
- 1938 - Gwethalyn Graham, Swiss Sonata
- 1939 - Franklin D. McDowell, The Champlain Road
- 1940 - Ringuet, Thirty Acres
- 1941 - Alan Sullivan, Three Came to Ville Marie
- 1942 - G. Herbert Sallans, Little Man
- 1943 - Thomas H. Raddall, The Pied Piper of Dipper Creek
- 1944 - Gwethalyn Graham, Earth and High Heaven
- 1945 - Hugh MacLennan, Two Solitudes
- 1946 - Winifred Bambrick, Continental Revue
- 1947 - Gabrielle Roy, The Tin Flute
- 1948 - Hugh MacLennan, The Precipice
- 1949 - Philip Child, Mr. Ames Against Time
- 1950 - Germaine Guèvremont, The Outlander
- 1951 - Morley Callaghan, The Loved and the Lost
- 1952 - David Walker, The Pillar
- 1953 - David Walker, Digby
- 1954 - Igor Gouzenko, The Fall of a Titan
- 1955 - Lionel Shapiro, The Sixth of June
- 1956 - Adele Wiseman, The Sacrifice
- 1957 - Gabrielle Roy, Street of Riches
- 1958 - Colin McDougall, Execution
- 1959 - Hugh MacLennan, The Watch that Ends the Night
- 1960 - Brian Moore, The Luck of Ginger Coffey
- 1961 - Malcolm Lowry, Hear Us O Lord from Heaven Thy Dwelling Place
- 1962 - Kildare Dobbs, Running to Paradise
- 1963 - Hugh Garner, Hugh Garner's Best Stories
- 1964 - Douglas LePan, The Deserter
- 1965 - (aucun prix)
- 1966 - Margaret Laurence, A Jest of God
- 1967 -  (aucun prix)
- 1968 - Alice Munro, Dance of the Happy Shades
- 1969 - Robert Kroetsch, The Studhorse Man
- 1970 - Dave Godfrey, The New Ancestors
- 1971 - Mordecai Richler, St. Urbain's Horseman
- 1972 - Robertson Davies, The Manticore
- 1973 - Rudy Wiebe, The Temptations of Big Bear
- 1974 - Margaret Laurence, The Diviners
- 1975 - Brian Moore, The Great Victorian Collection
- 1976 - Marian Engel, Bear
- 1977 - Timothy Findley, The Wars
- 1978 - Alice Munro, Who Do You Think You Are?
- 1979 - Jack Hodgins, The Resurrection of Joseph Bourne
- 1980 - George Bowering, Burning Water
- 1981 - Mavis Gallant, Home Truths: Selected Canadian Stories
- 1982 - Guy Vanderhaeghe, Man Descending
- 1983 - Leon Rooke, Shakespeare's Dog
- 1984 - Josef Skvorecky, The Engineer of Human Souls
- 1985 - Margaret Atwood, The Handmaid's Tale
- 1986 - Alice Munro, The Progress of Love
- 1987 - M.T. Kelly, A Dream Like Mine
- 1988 - David Adams Richards, Nights Below Station Street
- 1989 - Paul Quarrington, Whale Music
- 1990 - Nino Ricci, Lives of the Saints
- 1991 - Rohinton Mistry, Such a Long Journey
- 1992 - Michael Ondaatje, The English Patient
- 1993 - Carol Shields, The Stone Diaries
- 1994 - Rudy Wiebe, A Discovery of Strangers
- 1995 - Greg Hollingshead, The Roaring Girl
- 1996 - Guy Vanderhaeghe, The Englishman's Boy
- 1997 - Jane Urquhart, The Underpainter
- 1998 - Diane Schoemperlen, Forms of Devotion
- 1999 - Matt Cohen, Elizabeth and After
- 2000 - Michael Ondaatje, Anil's Ghost
- 2001 - Richard B. Wright, Clara Callan
- 2002 - Gloria Sawai, A Song for Nettie Johnson
- 2003 - Douglas Glover, Elle
- 2004 - Miriam Toews, Drôle de tendresse
- 2005 - David Gilmour , A Perfect Night to Go to China
- 2006 - Peter Behrens, The Law of Dreams
- 2007 - Michael Ondaatje, Divisadero
- 2008 - Nino Ricci, The Origin of Species
- 2009 - Kate Pullinger, The Mistress of Nothing
- 2010 - Dianne Warren, Cool Water
- 2011 - Patrick deWitt, The Sisters Brothers
- 2012 - Linda Spalding, The Purchase
- 2013 - Eleanor Catton, The Luminaries
- 2014 - Thomas King, The Back of the Turtle
- 2015 - Guy Vanderhaeghe, Daddy Lenin and Other Stories
- 2016 - Madeleine Thien, Do Not Say We Have Nothing
- 2017 - Joel Thomas Hynes, We'll All Be Burnt in Our Beds Some Night
- 2018 - Sarah Henstra, The Red Word
- 2019 - Joan Thomas, Five Wives
- 2020 - Michelle Good, Five Little Indians
- 2021 - Norma Dunning, Tainna: The Unseen Ones
- 2022 - Sheila Heti, Pure Colour[1]